# احمد هوشنگ شریفی
احمد هوشنگ شریفی (زادهٔ ۱۳۰۵ در تهران) استاد دانشگاه تهران و از رئیسان پیشین دانشگاه تهران بود.
پس از انجام تحصیلات در خارج از ایران ایشان به کشور بازگشت و مسئولیت‌های متعددی را بر عهده داشت. از جمله دوره وزارت آموزش و پرورش: سال ۱۳۵۳ در کابینه عباس هویدا: اشتغال در وزارت فرهنگ، تدریس در دانشگاه تهران، معاونت وزارت آموزش و پرورش، ریاست دانشسرای عالی، ریاست دانشگاه ملی.